# Can She Excuse My Wrongs?

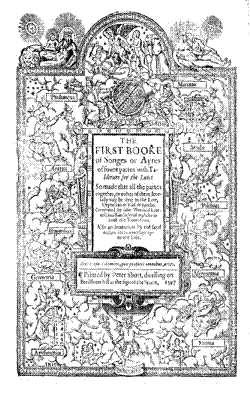
Primeira página do Primeiro Livro de Canções ou Ayres de Quatro Partes com Tablatura para Alaúde, 1597.

"Can She Excuse My Wrongs" é uma canção do final do século XVI do compositor renascentista inglês John Dowland, a quinta música do seu Primeiro Livro de Canções ou Ayres ( Peter Short, Londres 1597). A peça, por ser uma dança renascentista animada e em compasso ternário, é considerada uma galharda.
A canção é associada a Robert Devereux, 2º Conde de Essex, que foi executado por traição em 1601 após se rebelar contra Elizabeth I. A canção é às vezes chamada de " The Earl of Essex Galliard", embora tal título se refira normalmente a uma versão instrumental. "The Earl of Essex, his galiard" foi composta para viola da gamba e alaúde .

## Identidade do poeta

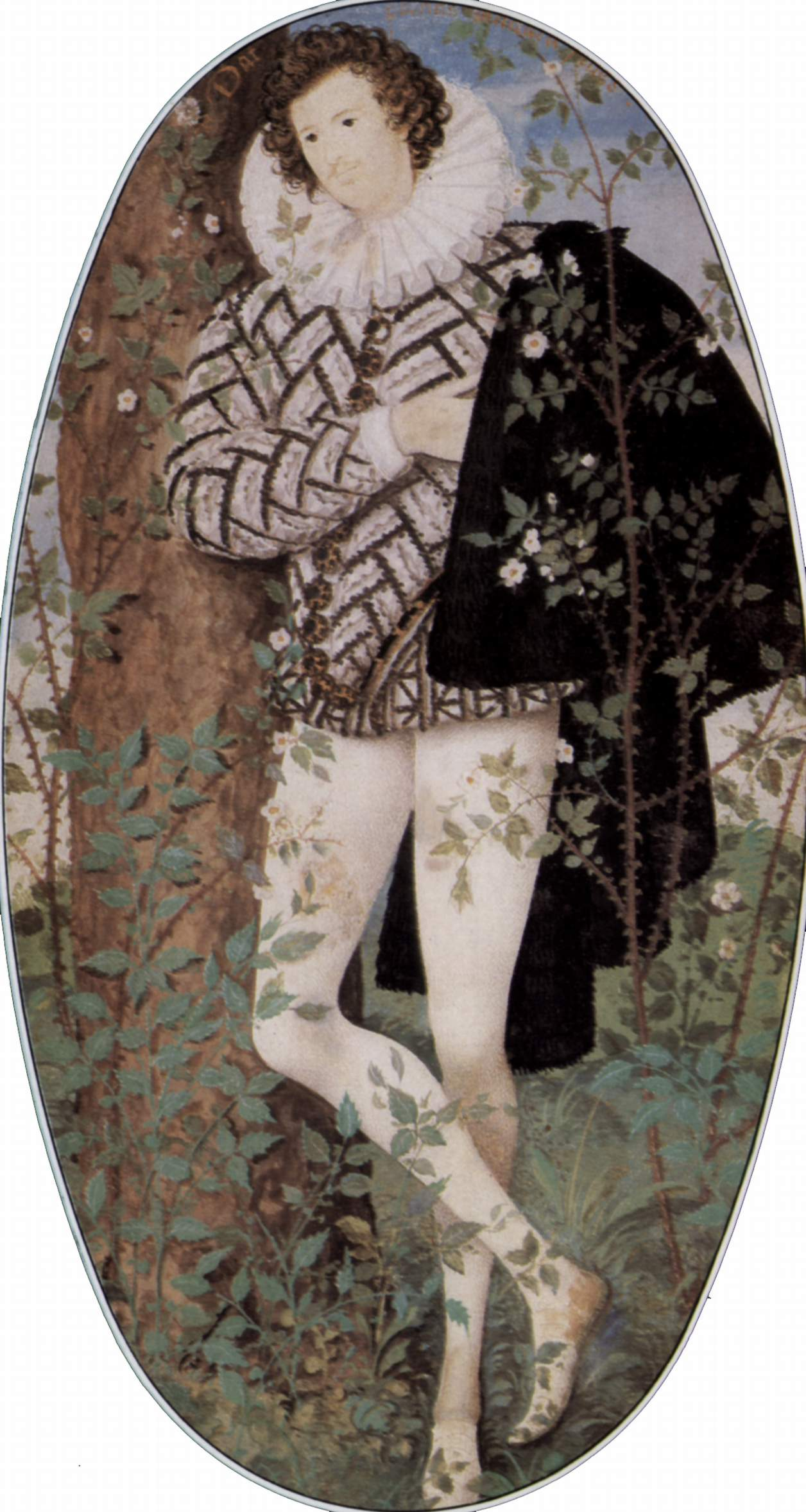
Jovem, possivelmente Conde de Essex, em 1588. Nicholas Hilliard, Museu Victoria e Albert.

Os autores das letras das composições de John Dowland são, muitas vezes, desconhecidos, tendo as suas identidades sido perdidas ao longo do tempo. Além disso, nem sempre é possível determinar se foi composta primeiro a melodia ou o texto. A melodia de Can She Excuse My Wrongs encontra-se incluída no Dowland Lutebook, atualmente preservado em Washington e concluído por volta de 1594, antes de qualquer datação anterior do texto. Edward Doughtie observa que as letras não têm uma estrutura métrica que combine bem com a música e, às vezes, força o cantor a usar ênfases verbais incomuns.  Bertrand Harris Bronson faz uma observação semelhante, notando como o ritmo e a métrica da melodia forçam "o texto a seu serviço".  O estilo e o ritmo otimistas e enérgicos da música parecem estar em desacordo com o clima um tanto pessimista das letras. Por essas razões, geralmente presume-se que a letra foi uma adição posterior.
"Can She Excuse My Wrongs" foi amplamente atribuída a Robert Devereux, 2º conde de Essex (1565–1601),  mas a falta de documentação sobrevivente torna impossível discernir se, de facto, Essex foi o autor da letra da música.  Ele é certamente um possível candidato: outros poemas do mesmo autor sobreviveram e há outra canção para alaúde que lhe é associada, "To plead my faith", composta por Daniel Batcheler .  Entretanto, a atribuição de "Can She Excuse" depende em grande parte da dedicatória póstuma da galharda publicada na coleção de Dowland de 1604 , Lachrimae, ou Seaven Teares . Nessa época, a Rebelião de Essex havia se tornado menos controversa. Quando Essex foi executado, seu título foi extinto. Entretanto, como Essex favoreceu Jaime para suceder ao trono, Jaime I simpatizou com os envolvidos na Rebelião e restaurou o título em 1604 para seu filho Robert Devereux, 3º Conde de Essex . A dedicação de Dowland no mesmo ano, portanto, não foi arriscada como teria sido em anos anteriores.
Também foi sugerido que Dowland tivesse feito uma referência velada ao conde na terceira linha  ao citar a melodia da popular balada Tudor de inícios do século XVI, " Will Yow Walke the Woods soe Wylde ".  Diversos ouvintes contemporâneos teriam percebido a alusão às florestas e, de acordo com alguns estudiosos, teriam feito a ligação com o hábito do conde de se refugiar nas florestas a nordeste de Londres, onde tinha uma casa. Tanto o retiro no campo como, recorrendo a tradições poéticas mais antigas, a utilização de imagens de florestas eram características comuns deste tipo de dança.  A canção foi interpretada como um registro dos sentimentos de exílio e alienação do poeta, após ser banido da corte para o campo, provavelmente tendo caído em desgraça com Elizabeth I. Este era um tema popular na poesia Tudor e nas baladas líricas, e frequentemente o poeta usava o senso de alienação política para fazer comentários agudos, muitas vezes satíricos, sobre o mundo da corte, com todas as suas intrigas e disputas por posição. 

## O amante como cortesão banido
A letra apresenta um amante petrarquiano estereotipado e parece formar um apelo pessoal a Elizabeth I e Essex é conhecido por ter escrito poemas à rainha.  A música apareceu antes do maior fracasso de Essex, o seu período como Lorde Tenente da Irlanda, que levou ao seu malfadado golpe de estado, mas teve desentendimentos anteriores com ela. Muitos comentadores consideram os favores (“grandes alegrias”) que o poeta espera da sua amante desdenhosa como políticos e não sexuais. 
Como uma rainha virgem numa sociedade patriarcal fortemente tradicional, Elizabeth era naturalmente um foco para a imaginação dos poetas ingleses. Isto parece ter atingido o seu auge nas duas últimas décadas de 1500 e há razões para acreditar que Elizabeth o encorajou, como um meio de manter pretendentes ambiciosos em competição e preocupados com pequenos ciúmes e intrigas. 

## Música
Dowland deu mais de uma possibilidade para a apresentação de "Can She Excuse My Wrongs". Esta peça é frequentemente tocada como uma canção para alaúde, por um solista (cantor) e alaudista, mas, como outras canções do Primeiro Livro, foi originalmente impressa num formato que também pode ser cantado como um madrigal por um pequeno grupo vocal ( SATB ).  O vídeo da versão de Sting da música mostra como os músicos se poderiam ter sentado em volta de um único livro de música. Como um dos melhores alaudistas de seu tempo, Dowland provavelmente terá tocado alaúde, embora também se possa ter  apresentado como cantor. 
Embora Dowland trabalhasse para clientes aristocráticos, o Primeiro Livro era voltado para um mercado mais amplo, e presume-se que não compôs "Can She Excuse My Wrongs" pensando em cantores virtuosos. O livro vendeu bem e apareceu em várias edições durante a vida do compositor.
Tanto Dowland como outros arranjaram "Can She Excuse My Wrongs" para vários instrumentos. Dowland criou uma versão para cinco violas (que publicou em Lachrimae ou Seaven Teares Figured in Seaven Passionate Pavans ) e outra versão para alaúde solo.  Em 1609, "Can She Excuse My Wrongs" foi publicado em um arranjo do contemporâneo de Dowland, Thomas Robinson . Pode ter inspirado uma série de outras peças, incluindo a não atribuída "Can Shee" na coleção de teclado Fitzwilliam Virginal Book, e a "Galliard Can she excuse" transcrita no First Booke of Consort Lessons de Thomas Morley de 1599. 
O Primeiro Livro de Canções foi reimpresso no século XIX pela Musical Antiquarian Society . A música de Dowland foi importante para o renascimento da música antiga e foi percebida como relativamente acessível ao público moderno.  Entretanto, em músicas como "Can She Excuse", a tonalidade não se limita ao sistema de tonalidade moderno, mas se baseia em uma tradição modal mais antiga.

## Legado e gravações
A popularidade da canção na Inglaterra elizabetana pode ser avaliada pelas vendas da partitura do livro The First Book of Songs, que teve várias edições e vendeu milhares de exemplares. Tal é considerado excecional para a época, chegando a superar as vendas d'O Segundo Livro das Canções.
Existem gravações antigas da canção por cantores como Alfred Deller (contratenor),  e Sir Peter Pears (tenor),  que trabalharam com alaudistas Desmond Dupré e Julian Bream, respectivamente. O melhor desempenho da música nas foi alcançado por Sting (às vezes descrito como um barítono, embora também tenha sido incluído entre os tenores na música não clássica ) e Edin Karamazov (alaúde), que incluiu uma versão no seu álbum de 2006 Songs from the Labyrinth . 

## Links externos
[[scores:Category:{{{id}}}|Obras de The First Book of Songs no International Music Score Library Project]]